# Uppmuntran
Uppmuntran är en psalm vars text och musik är skriven av Wolf Biermann. Texten är  översatt till svenska av P.O. Enquist och Caj Lundgren.
Musikarrangemanget i Psalmer i 2000-talets koralbok är gjort av Britta Snickars.

## Publicerad som
- Nr 824 i Psalmer i 2000-talet under rubriken ”Människosyn, människan i Guds hand”.